# IC 4903
IC 4903 ist eine Spiralgalaxie vom Hubble-Typ Sab im Sternbild Pfau am Südsternhimmel.
Das Objekt wurde am 21. September 1900 von DeLisle Stewart entdeckt.